# Ismael Íñiguez
Ismael Íñiguez González (ur. 23 lipca 1981 w Ocotlán) – meksykański piłkarz występujący najczęściej na pozycji ofensywnego pomocnika lub skrzydłowego, obecnie zawodnik Tijuany.

## Kariera klubowa
Íñiguez jest wychowankiem zespołu Monarcas Morelia, do którego seniorskiej drużyny został włączony w wieku 19 lat przez szkoleniowca Luisa Fernando Tenę. W meksykańskiej Primera División zadebiutował 21 lipca 2001 w wygranym 3:1 spotkaniu z Tigres UANL. Pierwszego gola w najwyższej klasie rozgrywkowej strzelił 27 marca 2002 w wygranym 2:1 spotkaniu z Necaxą. Najbardziej udany sezon zanotował w rozgrywkach 2002/2003, kiedy to zarówno w sezonie Apertura, jak i Clausura zostawał wicemistrzem Meksyku. W 2002 roku wywalczył także drugie miejsce w Pucharze Mistrzów CONCACAF.
Latem 2003 Íñiguez został zawodnikiem Pumas UNAM z siedzibą w stołecznym mieście Meksyk. Szybko wywalczył sobie miejsce w podstawowym składzie i właśnie w tym zespole po raz pierwszy w karierze wywalczył tytuł mistrzowski – w sezonie Clausura 2004. To samo osiągnięcie powtórzył pół roku w rozgrywkach Clausura 2004, a także w sezonie Apertura 2009. Do tego dołożył także wicemistrzostwo podczas Apertury 2009 i drugie miejsce podczas Pucharu Mistrzów CONCACAF i Copa Sudamericana w roku 2005.
Sezon 2010/2011 Íñiguez spędził na wypożyczeniu w ekipie beniaminka Primera División, Club Necaxa, z którą jednak po zakończeniu rozgrywek spadł z powrotem do drugiej ligi. Latem 2011 na zasadzie rocznego wypożyczenia zasilił Club Tijuana, który po raz pierwszy w historii awansował do najwyższej klasy rozgrywkowej.
| Sezon     | Klub             | Kraj   | Rozgrywki        | Mecze | Bramki |
| --------- | ---------------- | ------ | ---------------- | ----- | ------ |
| 2001/2002 | Monarcas Morelia | Meksyk | Primera División | 25    | 6      |
| 2002/2003 | Monarcas Morelia | Meksyk | Primera División | 40    | 9      |
| 2003/2004 | Pumas UNAM       | Meksyk | Primera División | 37    | 9      |
| 2004/2005 | Pumas UNAM       | Meksyk | Primera División | 35    | 3      |
| 2005/2006 | Pumas UNAM       | Meksyk | Primera División | 17    | 1      |
| 2006/2007 | Pumas UNAM       | Meksyk | Primera División | 22    | 1      |
| 2007/2008 | Pumas UNAM       | Meksyk | Primera División | 38    | 5      |
| 2008/2009 | Pumas UNAM       | Meksyk | Primera División | 40    | 4      |
| 2009/2010 | Pumas UNAM       | Meksyk | Primera División | 26    | 3      |
| 2010/2011 | Club Necaxa      | Meksyk | Primera División | 18    | 3      |
| 2011/2012 | Club Tijuana     | Meksyk | Primera División |       |        |

## Kariera reprezentacyjna
W 2004 roku Íñiguez został powołany przez szkoleniowca Ricardo Lavolpe do reprezentacji Meksyku U–23 na Letnie Igrzyska Olimpijskie 2004. Występujący wówczas w barwach Pumas UNAM zawodnik rozegrał na tym turnieju trzy spotkania, natomiast Meksykanie odpadli już w fazie grupowej.